# Ubli, Nikšić
Ubli este un sat din comuna Nikšić, Muntenegru. Conform datelor de la recensământul din 2003, localitatea are 23 de locuitori (la recensământul din 1991 erau 40 de locuitori).

## Demografie
În satul Ubli locuiesc 19 persoane adulte, iar vârsta medie a populației este de 47,9 de ani (40,2 la bărbați și 52,9 la femei). În localitate sunt 10 gospodării, iar numărul mediu de membri în gospodărie este de 2,30.
Această localitate este populată majoritar de sârbi (conform recensământului din 2003).
|  |

| Demografie | Demografie | Demografie |
| An         | Locuitori  | Locuitori  |
| ---------- | ---------- | ---------- |
|            |            |            |
|            |            |            |
|            |            |            |
|            |            |            |
| 1948       | 81         |            |
| 1953       | 94         |            |
| 1961       | 85         |            |
| 1971       | 74         |            |
| 1981       | 56         |            |
| 1991       | 40         | 39         |
| 2003       | 29         | 23         |

| \| Componența etnică conform recensământului din 2003[2] \| Componența etnică conform recensământului din 2003[2] \| Componența etnică conform recensământului din 2003[2] \| Componența etnică conform recensământului din 2003[2] \| Componența etnică conform recensământului din 2003[2] \| \| ----------------------------------------------------- \| ----------------------------------------------------- \| ----------------------------------------------------- \| ----------------------------------------------------- \| ----------------------------------------------------- \| \| \| \| \| \| \| \| Sârbi \| Sârbi \| \| 20 \| 86,95% \| \| Muntenegreni \| Muntenegreni \| \| 2 \| 8,69% \| \| Macedoneni \| Macedoneni \| \| 1 \| 4,34% \| \| necunoscută \| necunoscută \| \| 0 \| 0% \| |              |  |    |        |
| Componența etnică conform recensământului din 2003 |              |  |    |        |
| |              |  |    |        |
| Sârbi | Sârbi        |  | 20 | 86,95% |
| Muntenegreni | Muntenegreni |  | 2  | 8,69%  |
| Macedoneni | Macedoneni   |  | 1  | 4,34%  |
| necunoscută | necunoscută  |  | 0  | 0%     |